# NGC 1098
NGC 1098 (również PGC 10403 lub HCG 21C) – galaktyka eliptyczna (E-S0), znajdująca się w gwiazdozbiorze Erydanu. Odkrył ją Francis Leavenworth 17 października 1885 roku. Należy do zwartej grupy galaktyk Hickson 21 (HCG 21).